# Vigdís Finnbogadóttir
Vigdís Finnbogadóttir (Reykjavik, 15 april 1930) is een voormalige IJslandse politica.
Vigdís Finnbogadóttir werd in 1980 gekozen tot de vierde president van IJsland. Daarmee was ze niet alleen het eerste vrouwelijke staatshoofd van IJsland, maar ook de eerste vrouw die democratisch tot staatshoofd werd gekozen.
Na drie herverkiezingen in 1984, 1988 en 1992 maakte ze in 1996 plaats voor Ólafur Ragnar Grímsson.
In 1996 was ze oprichtster en eerste voorzitter van de Council of Women World Leaders aan de John F. Kennedy School of Government aan de Harvard-universiteit. In 1998 werd ze benoemd tot voorzitter van de Commissie Ethiek van de Wetenschappelijke Kennis en Technologie van UNESCO. Hetzelfde jaar accepteerde ze ook de benoeming tot UNESCO Goodwill Ambassador en hield zich in deze functie bezig met de bevordering van taalkundige diversiteit, vrouwenrechten en scholing.

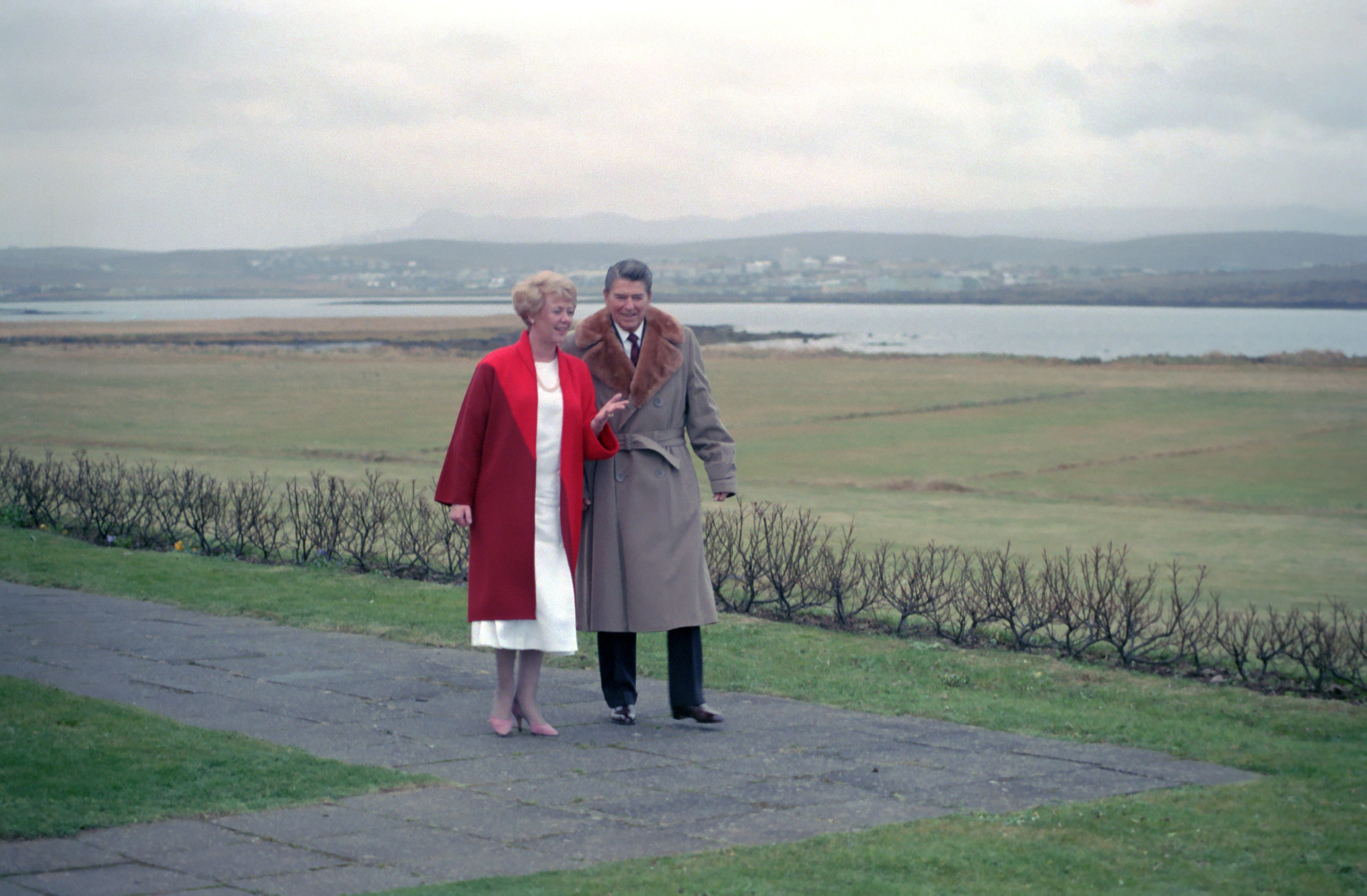
Met de Amerikaanse president Ronald Reagan op Bessastaðir, 1986.

Sveinn Björnsson · Ásgeir Ásgeirsson · Kristján Eldjárn · Vigdís Finnbogadóttir · Ólafur Ragnar Grímsson · Guðni Thorlacius Jóhannesson · Halla Tómasdóttir
- Bibsys: 90325905
- Bibliothèque nationale de France: cb12364175b (data)
- Gemeinsame Normdatei: 136228704
- International Standard Name Identifier: 0000 0001 1059 5675
- Library of Congress Control Number: n81137459
- Nationale Bibliotheek van Tsjechië: xx0211906
- Nederlandse Thesaurus van Auteursnamen: 180420151
- Système universitaire de documentation: 032653182
- Virtual International Authority File: 43170438
- WorldCat: E39PBJr3tHDPDRDvB6BvBcj6Kd